# بيلي ميلس
بيلي ميلس (بالإنجليزية: Billy Mills)‏  (و. 1938  م) هو ضابط، وعداء مراثوني، وعداء مسافات طويلة أمريكي، شارك في الألعاب الأولمبية الصيفية 1964.

## التعليم
تعلم في جامعة كانساس.

## الخدمة العسكرية
خدم في قوات مشاة بحرية الولايات المتحدة.

## جوائز
حصل على جوائز منها:
- جائزة ثيودور روزفلت  [لغات أخرى]‏ (2014).

## روابط خارجية
- بيلي ميلس على موقع الاتحاد الدولي لألعاب القوى (الإنجليزية)
- بيلي ميلس على موقع الاتحاد الأمريكي لسباقات المضمار والميدان، قاعة المشاهير (الإنجليزية)
- بيلي ميلس على موقع اللجنة الأولمبية الدولية (الإنجليزية)
- بيلي ميلس على موقع أوليمبيديا (الإنجليزية)
- بيلي ميلس على موقع قاعة كنساس للمشاهير الرياضية (مؤرشف) (الإنجليزية)